# アドーラ・スヴィタク
アドーラ・スヴィタク（Adora Lily Svitak、1997年10月15日 - ）はアメリカ合衆国の著述家、活動家。多くのエッセイや小説、詩を書き、出版もされている。現在は、アメリカやイギリスで子どもを対象とした教育的な講演をはじめ、大人を対象とした啓蒙的な講演も行っている。

## 経歴

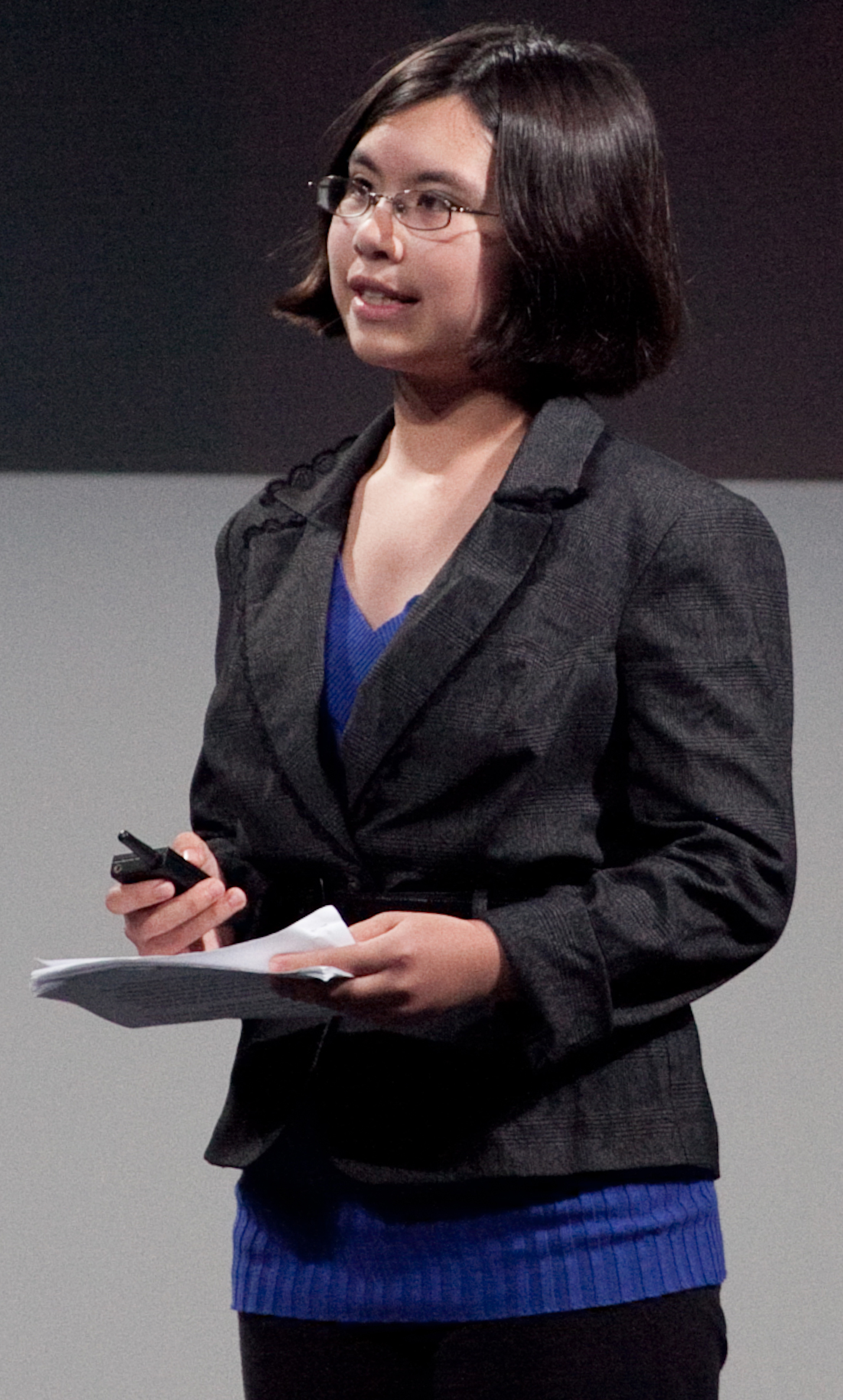
Svitak in October 2010

1997年10月15日、米国オレゴン州、スプリングフィールドに生まれる。父親（ジョン）はエンジニア、母親（ジョイス）は中国系アメリカ人。2歳上の姉（エイドリアナ）は現在ピアニストとして活躍している。
世に知られるようになったのは、6歳のときにパソコンのキーボードを巧みに操って文章を書く姿を地元シアトルのテレビ番組で取り上げられたのがきっかけである。カメラを向けられたインタビューに対して、まったく物怖じすることなく、大人顔負けの語彙力で答えている姿が衝撃的であった。
7歳のときにテレビ番組「グッド・モーニング・アメリカ」に出演し、そこでもキャスターの質問に対して流暢に自説を論じ、出演者たちを驚かせている。その番組放映後に彼女は天才少女として全米で知られるようになった。同じく7歳のときに、それまで書きためていた300ほどの物語のうち9つを編集したものがアクション出版社から出版される。本の題名は『飛び出す指（Flying Fingers）』。